# Джеффрі Гундлах
Джеффрі Едвард Гундлах (англ. Jeffrey Edward Gundlach; нар. 30 жовтня 1959) — американський фінансист, інвестор-мільярдер, котрий спеціалізується на бондах. Співзасновник та CEO (2009) в DoubleLine Capital, яка керує активами більш ніж $140 млрд. До 2009 року майже чверть століття співпрацював у TCW Group. Колекціонер сучасного мистецтва.

## Біографія
Джеффрі Гундлах народився 30 жовтня 1959 року в Емгерсті, штат Нью-Йорк, у сім’ї Керол і Артура Гундлахів. Його батько (пом. 2013) був хіміком у Pierce and Stevens Chemical Corp. Він закінчив Дартмутський коледж, де з відзнакою закінчив математику та філософію в 1981 році, а також навчався в Єльському університеті, щоб отримати ступінь доктора з математики, перш ніж кинути навчання.
Закінчив Дартмутський коледж (бакалавр з математики та філософії summa cum laude, 1981). Потім вивчав теоретичну математику в Єльському університеті як PhD-студента, проте кинув його. У 1983 році став рок-музикантом (барабанщиком) у Лос-Анджелесі. У 1984 році Джеффрі Гундлах вирішує зробити кар'єру у сфері інвестицій, з метою чого йому вдається вступити до TCW Group[en]. Наприкінці 2009 року він залишить її зі скандалом (з 2005 року Гундлах був там головним з інвестицій і до 2009 року контролював 70 із 110 мільярдів доларів активів під управлінням). Зуміла чітко передбачити іпотечну кризу 2007 року. До кінця 2010 року активи під управлінням новоствореної Джеффрі Гундлахом DoubleLine Capital становили близько $7 млрд.
Колекціонер сучасного мистецтва, власник робіт художників Уорхола, Мондріана та де Кунінга. Мешкає у Лос-Анджелесі. Розлучений, є дочка.
2011 року з'являвся на обкладинці Barron's. Входив до числа 50 найвпливовіших осіб за версією Bloomberg Markets (2012, 2015). Керуючий грошима 2013 за версією Institutional Investor.